# Karlijn van Overbeek
Karlijn van Overbeek (Groningen, 5 april 1971 - Amsterdam, 22 juli 2010) was een Nederlands journaliste, mede bekend als hoofdredactrice en medeoprichtster van het populair-wetenschappelijke tijdschrift Quest.
Van Overbeek studeerde in 1996 af in rechten aan de Universiteit van Groningen. Na haar studie begon ze als journalist bij het Dagblad van het Noorden. Na twee jaar ging ze werken bij het beleggersblad "Beursplein 5", waarvan ze hoofdredacteur werd. In 2004 stond ze aan de wieg van het tijdschrift Quest. Binnen enkele jaren groeide het tijdschrift onder haar leiding uit tot een goed draaiend blad met een oplage van 200 duizend exemplaren. In 2007 werd ze door de Nederlandse Uitgeversbond onderscheiden als "Hoofdredacteur van het jaar". In 2009 won Quest de titel "Tijdschrift van het Jaar".
In juli 2010 overleed Karlijn van Overbeek op 39-jarige leeftijd aan de gevolgen van een bacteriële infectie.